# Merckeghem
Merckeghem [mɛʁkəɡɛm] est une commune française située dans le département du Nord en région Hauts-de-France.

## Géographie

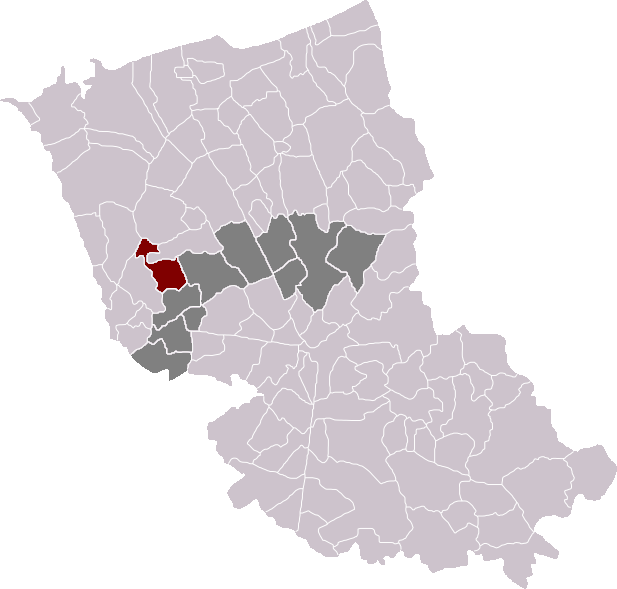
Merckeghem dans son canton et son arrondissement

### Situation
Merckeghem est une commune française située dans le département du Nord à 20 km environ du rivage de la mer du Nord. Elle est située selon les  coordonnées géographiques suivantes à :
2.296° E / 50.862° N (DD)
2° 17.76' E / 50° 51.72' N (DM)
2° 17' 45” E / 50° 51' 43” N (DMS)
Le village est situé sur une hauteur (point culminant 61 m, au « Galgenberg » ou « mont du Gibet », couvert par un bois) qui prolonge le mont Watten (72 m) situé 5 km à l'ouest. Il forme une rue couronnant le sommet du « talus » qui surplombe la plaine maritime, en contrebas, au nord. Cette plaine qui dépasse à peine le niveau de la mer fut l'objet, au cours de la période historique, de plusieurs invasions  de la mer du Nord appelées «transgressions marines». Elle est naturellement marécageuse. Les tourbières de Merckeghem qu'on appelle ici « les vives » ou Eeckhout (= bois de chênes) sont un des derniers vestiges des marais qui couvraient jadis, avec les forêts, toute la Flandre. La légende dit que la ville d'Eeck y aurait été engloutie au Ve siècle et qu'on entend sonner ses cloches la veille des grandes catastrophes…

Au XIIe siècle, les terres incultes et marécageuses sont divisées en « cercles d'eau », les wateringues, drainés par un ensemble hiérarchisé de canaux secondaires et de watergangs. Les eaux pluviales sont ainsi envoyées jusqu'à la mer, à travers ces canaux artificiels et le réseau hydrographique naturel, au moyen notamment  de puissantes pompes).
Les cours d'eau canalisés sont le canal de la Haute-Colme et le canal d'Oleet-Watergang.

### Communes limitrophes
| Cappelle-Brouck | Looberghe Eringhem |            |
| Millam          | Merckeghem         | Bollezeele |
|                 | Volckerinckhove    |            |

### Hydrographie

#### Réseau hydrographique
La commune est située dans le bassin Artois-Picardie. Elle est drainée par le canal de la Haute Colme, le watergang Boudyck, l'Overdyck, le Schardauwgracht Rg du Snaekedyck, la Merckeghem, le Courant de Sainte-Mildrède, le Trog, le watergang achterleet et l'Holland Becque,,.
Le canal de la Haute-Colme relie l'Aa à Watten au canal de Bergues et au canal de la Basse-Colme à Bergues. Il fait partie du canal de la Colme, et correspond à la partie occidentale, la seule encore accessible à la navigation fluviale. 

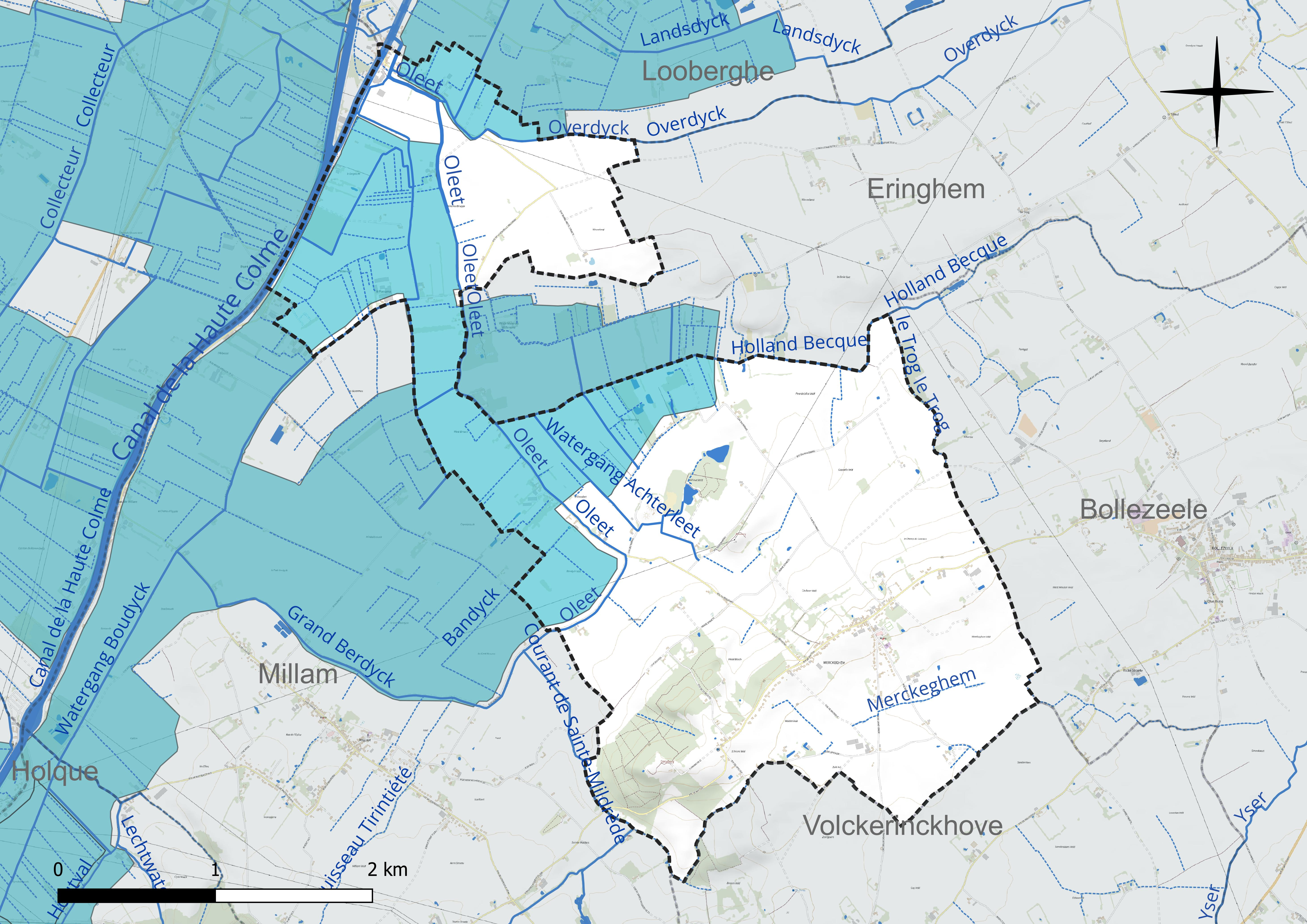
Réseau hydrographique de Merckeghem.

#### Gestion et qualité des eaux
Le territoire communal est couvert par le schéma d'aménagement et de gestion des eaux (SAGE) « Delta de l'Aa ». Ce document de planification concerne un territoire de 1 208 km2 de superficie, délimité par le bassin versant de l'Aa. Le périmètre a été arrêté le 18 août 2000 et le SAGE proprement dit a été approuvé le 15 mars 2010. La structure porteuse de l'élaboration et de la mise en œuvre est l'Institution intercommunale des Wateringues. 
La qualité des cours d'eau peut être consultée sur un site dédié géré par les agences de l'eau et l'Agence française pour la biodiversité. 

### Climat
Pour des articles plus généraux, voir Climat des Hauts-de-France et Climat du Nord.
En 2010, le climat de la commune est de type climat océanique altéré, selon une étude du CNRS s'appuyant sur une série de données couvrant la période 1971-2000. En 2020, Météo-France publie une typologie des climats de la France métropolitaine dans laquelle la commune est exposée à un climat océanique et est dans la région climatique  Côtes de la Manche orientale, caractérisée par un faible ensoleillement (1 550 h/an) ; forte humidité de l'air (plus de 20 h/jour avec humidité relative > 80 % en hiver), vents forts fréquents.
Pour la période 1971-2000, la température annuelle moyenne est de 10,4 °C, avec une amplitude thermique annuelle de 13,8 °C. Le cumul annuel moyen de précipitations est de 817 mm, avec 13 jours de précipitations en janvier et 8,3 jours en juillet. Pour la période 1991-2020, la température moyenne annuelle observée sur la station météorologique la plus proche, située sur la commune de Watten à 7 km à vol d'oiseau, est de 11,3 °C et le cumul annuel moyen de précipitations est de 822,8 mm,. Pour l'avenir, les paramètres climatiques de la commune estimés pour 2050 selon différents scénarios d'émission de gaz à effet de serre sont consultables sur un site dédié publié par Météo-France en novembre 2022.

## Urbanisme

### Typologie
Au 1er janvier 2024, Merckeghem est catégorisée commune rurale à habitat dispersé, selon la nouvelle grille communale de densité à sept niveaux définie par l'Insee en 2022.
Elle est située hors unité urbaine. Par ailleurs la commune fait partie de l'aire d'attraction de Dunkerque, dont elle est une commune de la couronne,. Cette aire, qui regroupe 66 communes, est catégorisée dans les aires de 200 000 à moins de 700 000 habitants,.

### Occupation des sols
L'occupation des sols de la commune, telle qu'elle ressort de la base de données européenne d'occupation biophysique des sols Corine Land Cover (CLC), est marquée par l'importance des territoires agricoles (93,2 % en 2018), en diminution par rapport à 1990 (95,6 %). La répartition détaillée en 2018 est la suivante : 
terres arables (89,4 %), forêts (4,4 %), prairies (2,5 %), zones urbanisées (2,3 %), zones agricoles hétérogènes (1,3 %). L'évolution de l'occupation des sols de la commune et de ses infrastructures peut être observée sur les différentes représentations cartographiques du territoire : la carte de Cassini (XVIIIe siècle), la carte d'état-major (1820-1866) et les cartes ou photos aériennes de l'IGN pour la période actuelle (1950 à aujourd'hui).

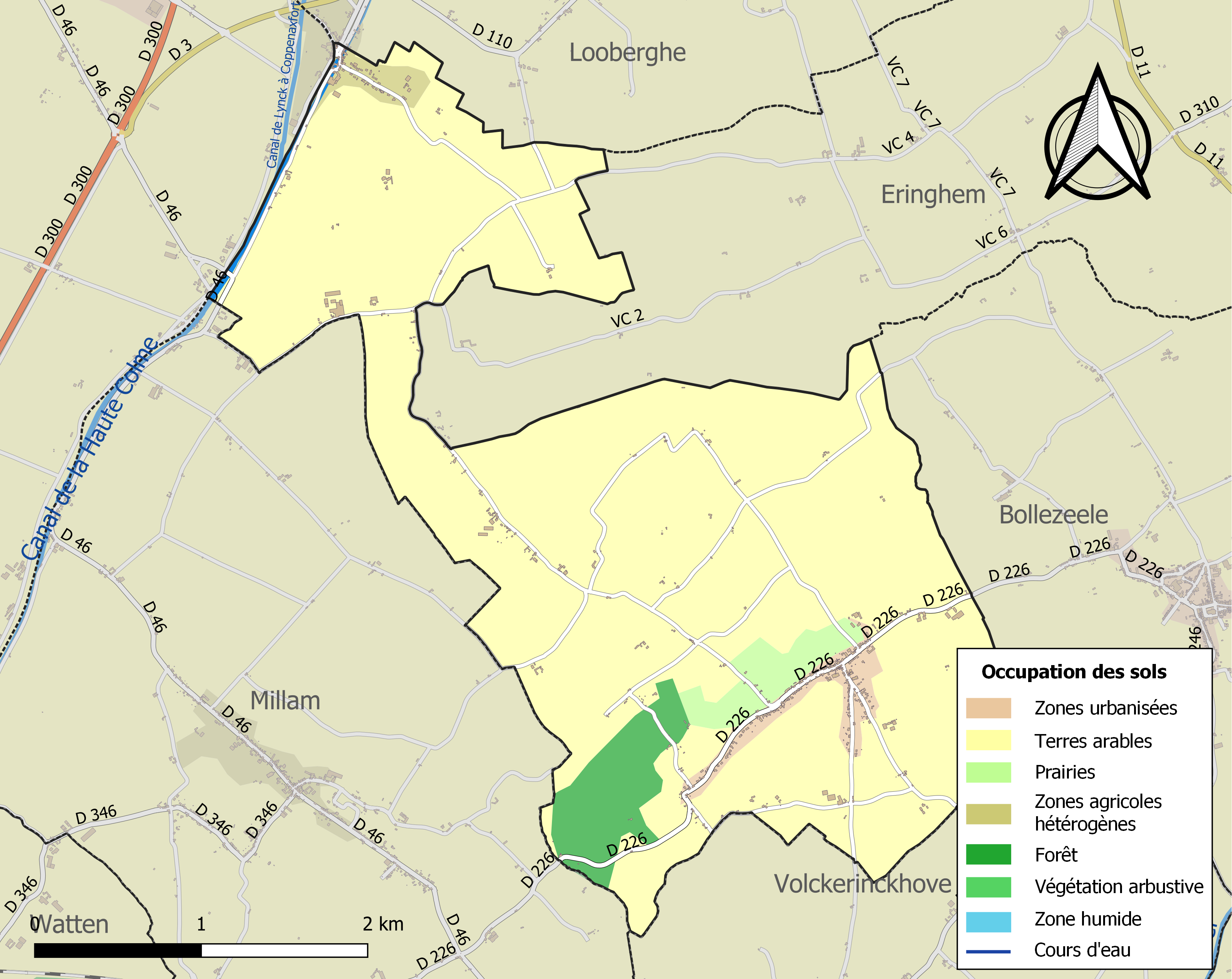
Carte des infrastructures et de l'occupation des sols de la commune en 2018 (CLC).

## Toponymie
Le nom de Merckeghem signifierait « la terre de Mark ou de Marko ».
Le nom de la localité est attesté sous les formes Marchinchham en 1085, Merchinhem (cartulaire de l'abbaye Notre-Dame de Bourbourg) en 1160.
Elle se nomme Merghem en flamand occidental, Merckegem en néerlandais.

## Histoire

### Avant 1789
Selon la tradition, un oppidum gaulois existait sur les hauteurs de Mercheghem avant la colonisation romaine. Il s'agissait sans doute des ménapiens dont la civitas était organisée autour de l'oppidum de Cassel. Les Ménapiens étaient sédentaires et vivaient de l'élevage et de l'agriculture. Le 26 juillet 1864, deux membres de la « Société dunkerquoise pour l'encouragement des sciences, des lettres et des arts » sont venus à Merckeghem pour étudier trois mottes situées au lieu-dit Eeckhout-Veld, à proximité de la « montagne » de Merckeghem. Sous l'une des mottes, ont été retrouvés des ossements  estimés être ceux d'un homme, et l'endroit a été considéré comme étant un tumulus contenant une sépulture gauloise.
Les invasions des IIIe et Ve siècles ainsi que les transgressions marines vont bouleverser totalement l'habitat et la vie des populations. La situation se stabilise progressivement sous les dynasties carolingienne et capétienne, avec la création du comté de Flandre au IXe siècle. La Flandre est rattachée, depuis le traité de Verdun de 843, au royaume de France (la Francie) de Charles le Chauve. Puis, par le jeu des mariages, le comté de Flandre deviendra bourguignon au XIVe siècle, fera partie des possessions de la maison d'Autriche au XVe siècle et enfin du royaume d'Espagne au XVIe siècle. Ce n'est qu'au XVIIe siècle, sous le roi Louis XIV, que les armées françaises feront la conquête définitive de la partie ouest de la Flandre (traité d'Aix-la-Chapelle en 1668 et de Nimègue en 1678). Si depuis elle restée française, sa population fut longtemps de langue et de culture germanique.
Avant la Révolution française, la paroisse était incluse dans le diocèse de Thérouanne, puis à la disparition de celui-ci dans le diocèse de Saint-Omer.
Au Moyen âge, il est fait mention de plusieurs seigneuries : celle de Gheere (cf lieu-dit : le Gergraght), le château d'Eeckhout (lieu-dit : l'Eechkout Veld), une partie de la seigneurie d'Holque et la seigneurie de Ravensberg érigée en baronnie en 1610. Elles faisaient partie des « Quatre Vassaux » (dont les Seigneurs de Ravensberghe, et la Seigneurie de Zinneghem) qui avait le droit de haute justice (justice seigneuriale) échappant ainsi à la justice de la châtellenie de Bourbourg, pour dépendre directement du celle du comte.
La paroisse dépendait de 2 châtellenies : la partie sud (environ 1/3 du territoire) avec le bourg et l'église dépendait de la châtellenie de Cassel, la partie nord (les 2/3 restants) dépendait de celle de Bourbourg.
Au XIIe siècle, le sas de Lynck appartient aux seigneurs de Drincham puis aux barons d'Esquelbecq. Des droits de tonlieu étaient perçus pour le passage de l'Overdragt (l'overdaght (porter au-delà) est un procédé ingénieux et relativement rare qui permettait aux bateaux de passer les barrages, les premières traces écrites des Overdraghs datent de cette époque. Ancêtres de nos écluses,il s'agissait d'un plan incliné situé à côté du barrage et sur lequel on glissait les bateaux pour passer les ruptures de pentes, les bateaux étant, il est vrai, à fond plat.
La première trace écrite du village date de 1085 à l'occasion de l'érection d'une chapelle, donnée à l'abbaye de Watten.
Il est fait mention pour la première fois en 1142, dans les textes, d'un seigneur de Ravensberghe, seigneurie située sur la commune actuelle de Merckeghem (seigneurs de Ravensberghe).
L'abbaye de Ravensberghe est fondée en 1191-1194 sur la terre de la seigneurie d'Houthove. Christine, dame de Ravensberghe, de haute noblesse est considérée comme la fondatrice de l'abbaye en raison des dons qu'elle lui fit.
Cette abbaye dépendait de celle de Clairmarais, mais nommait elle-même son chapelain et son abbesse.
En 1248, Adeline, dame de Drincham confirme le droit de libre passage par « l'overdragh  de Lynke » au profit de l'église de Watten
En 1383, Charles VI, roi de France, vient au secours de son vassal le comte de Flandre (croisade d'Henri le Despenser) et loge à l'abbaye de Ravensberghe.
Des troubles religieux éclatent : apparition du protestantisme et furie iconoclaste : en 1568, l'abbaye et l'église paroissiale sont pillées par les « gueux ».
En 1644, les Espagnols construisent à Lynck un fort important pour défendre le passage de la Colme de Bourbourg. Il sera conquis par le maréchal de Gassion en 1645, repris par les Espagnols en 1657, rasé en 1678.
À la veille de Révolution, en 1750, l'église du village détient quelques terres, (d'une église à une autre, les situations sont très inégales) situées pour l'essentiel dans la paroisse. Ces biens sont administrés par un « conseil de la fabrique »; les terres sont louées et le produit de la location entre en recettes dans les comptes de l'église. L'église de Merckeghem possède 11 mesures de terre, soit environ 5 hectares.

#### Seigneurie et Vierschaere de Merckeghem
La seigneurie et vierschaere de Merckeghem, est un fief noble, relevant du Wythof, principale possession du châtelain-vicomte de Bourbourg qui dirige la châtellenie de Bourbourg, mais située dans la châtellenie de Cassel. Elle recouvre une surface de 360 mesures de terre, soit environ 160 hectares, située sur la partie sud du territoire de Merckeghem, au sud de la route de Watten à Bollezeele, qui limite en partie le territoire de la châtellenie de Bourbourg. Elle possède toute la justice seigneuriale, et dispose d'un bailli, d'un greffier, de sept échevins et d'un amman (personnel de justice).
- En 1481, le seigneur est Jean d'Ongnies (Oignies) époux de Marie de Ghistelles. Il cède la seigneurie à Jean d'Ongnies, fils du seigneur de Watten.
- En 1532, Louis van Ongnies, prêtre, détient la seigneurie. Lui succède Marguerite d'Ongnies qui épouse Philippe I de Merode (maison de Merode), grande famille belge, qui décède en 1625, puis leur fils Philippe II de Merode qui meurt en 1629.
- En 1634, est retrouvée Marguerite de Merode, sœur du précédent, épouse de Philippe Lamoral de Gand, dit Vilain (Philippe Lamoral Vilain de Gand[26]) comte d'Isenghien (voir Château d'Isenghien). Elle décède en 1679[25].
- En 1680, lui succède Philippe Balthazar d'Isenghien, prince de Masmines, et après celui-ci en 1683, son fils Jean de Gand, comte d'Isenghien, puis encore en 1687, Louis de Gand, comte d'Isenghien.
- Est retrouvé en 1719, Louis de Gand de Merode de Montmorency, grand militaire français, lieutenant général des armées du roi, prince d'Isenghien. Il la transmet en 1721 à son frère Alexandre Balthazar, comte de Gand et de Middelbourg.
- En 1722, le fief est racheté par François Joseph Germain, marquis de la Viesville, (ou Viefville) et en 1768, elle passe à son fils Louis Auguste de la Viesville, seigneur de Steenvoorde[25].

A priori, tous les possesseurs ou la grande majorité d'entre eux furent seigneurs de Watten.

### Après 1789
Au moment de la Révolution française, un ancien moine frère mineur capucin de Bourbourg, Basile Joseph Wyckaert, accepte de prêter le serment de fidélité à la Constitution civile du clergé et devient prêtre constitutionnel de Merckeghem.
1792. L'abbaye de Ravensberg  est fermée, les 28 religieuses expulsées, l'ensemble des bâtiments démolis, les biens immeubles (terres, fermes, moulins) vendus comme biens nationaux. Le lieu-dit le «Champ du couvent» rappelle encore aujourd'hui son existence.
Vers 1910, un chemin de fer de Herzeele à Saint-Momelin, passe par les villages, alors généralement dotés d'une gare, Wormhout, Esquelbecq, Zegerscappel, Bollezeele, Merckeghem, Volckerinckhove-Broxeele, Lederzeele, Nieurlet.

#### 1914-1918
En octobre 1914, l'inondation par les Belges de la vallée de l'Yser empêche les troupes allemandes de continuer leur avance vers Dunkerque. Elles resteront bloquées pendant toute la guerre entre Nieuport et Dixmude. La plus grande partie de la Flandre française restera sous contrôle des troupes alliées et connaîtra peu de dégâts.
En juin 1917, la commune va recevoir quelques masques à gaz (une centaine) pour la population civile, a priori, surtout pour les autorités.
Mais de nombreux soldats merckeghemois tomberont sur le champ de bataille : le monument aux morts mentionne 34 noms, soit environ 5 % de la population et entre 15 et 20 % des hommes jeunes.

#### 1940-1945
La commune comme toute la Flandre est envahie en juin 1940 (bataille de Dunkerque).
En juin 1944, de nombreuses victimes civiles sont tuées lors d'un bombardement allié. En effet, l'armée allemande avait installé une rampe de lancement pour les V1 (les « bombes volantes ») à Volckerinckhove distant de 3 km. Le 23 juin, puis la nuit du 24 juin 1944, plusieurs vagues de bombardiers qui visaient cette rampe déversèrent leurs soute sur Merckeghem (soit environ un millier de bombes). Le centre de la commune fut touché et 14 civils tués (dont le curé).

## Héraldique
|  | Les armes de Merckeghem se blasonnent ainsi : "D'or à deux crosses de gueules, affrontées et passées en sautoir, accompagnées en chef et en flancs de trois corbeaux de sable, et en pointe d'un mont de sinople." |

Ce blason est la copie presque conforme de celui de l'abbaye de Ravensberg : les crosses en sautoir sont un emblème abbatial. Les oiseaux de sable sont des corneilles (= ravens) et la montagne (= berg) indique le lieu où fut établi le monastère.

## Politique et administration
Maire de 1897 à 1913 : J. Vantorre.
Maire à partir de 1913-1914 : Alfred Robitaille.
Organisation administrative:
Canton : Wormhout.
Arrondissement : Dunkerque.
Depuis le 1er janvier 2014, Merckeghem fait partie de la communauté des Hauts de Flandre (41 communes) dont le siège est à Bergues. Auparavant, elle était membre de la communauté des communes de l'Yser qui comprenait 11 communes et dont le siège était fixé à Wormhout.
Superficie : 1073 hectares dont 101 de bois.
Notes sur le hameau de Lynck.
La commune de Merckeghem présente une forme inhabituelle : une longue et étroite lanière rattache un espace isolé au reste du village, comme une presqu'ile. Il s'agit du hameau de Lynck (orthographié autrefois Linck et Link).
Lynck est devenu un hameau important qui avec l'augmentation de la population est réparti désormais sur 5 communes différentes : Merckeghem, Cappellebrouck, Looberghe, Eringhem et Millam et, de ce fait, sur 3 cantons : Bergues, Bourbourg et Wormhout.
Cette situation complexe ne facilite pas l'organisation administrative, ni la mise en œuvre des manifestations communes à l'ensemble du hameau.

## Population et société

### Démographie

#### Évolution démographique
L'évolution du nombre d'habitants est connue à travers les recensements de la population effectués dans la commune depuis 1793. Pour les communes de moins de 10 000 habitants, une enquête de recensement portant sur toute la population est réalisée tous les cinq ans, les populations de référence des années intermédiaires étant quant à elles estimées par interpolation ou extrapolation. Pour la commune, le premier recensement exhaustif entrant dans le cadre du nouveau dispositif a été réalisé en 2004.

En 2022, la commune comptait 609 habitants, en évolution de +3,92 % par rapport à 2016 (Nord : +0,51 %, France hors Mayotte : +2,11 %).
| 1793 | 1800 | 1806 | 1821 | 1831 | 1836 | 1841 | 1846 | 1851 |
| ---- | ---- | ---- | ---- | ---- | ---- | ---- | ---- | ---- |
| 544  | 573  | 689  | 664  | 742  | 732  | 783  | 828  | 791  |

| 1856 | 1861 | 1866 | 1872 | 1876 | 1881 | 1886 | 1891 | 1896 |
| ---- | ---- | ---- | ---- | ---- | ---- | ---- | ---- | ---- |
| 785  | 806  | 814  | 850  | 867  | 838  | 801  | 761  | 784  |

| 1901 | 1906 | 1911 | 1921 | 1926 | 1931 | 1936 | 1946 | 1954 |
| ---- | ---- | ---- | ---- | ---- | ---- | ---- | ---- | ---- |
| 765  | 763  | 726  | 630  | 608  | 627  | 645  | 646  | 602  |

| 1962 | 1968 | 1975 | 1982 | 1990 | 1999 | 2004 | 2006 | 2009 |
| ---- | ---- | ---- | ---- | ---- | ---- | ---- | ---- | ---- |
| 603  | 560  | 489  | 546  | 531  | 540  | 570  | 571  | 578  |

| 2014 | 2019 | 2022 | - | - | - | - | - | - |
| ---- | ---- | ---- | - | - | - | - | - | - |
| 584  | 606  | 609  | - | - | - | - | - | - |

Jusqu'au début du XXe siècle, le flamand était la langue d'usage courant de l'ensemble de la population. Au cours du XIXe siècle, l'enseignement en flamand est progressivement interdit (1833). Aujourd'hui, le français est devenu la langue vernaculaire.
La commune fait partie des communes les moins peuplées de l'arrondissement avec 56,8 hab./km2 car elle est restée essentiellement rurale et ne comporte pas de site industriel.
En outre, elle est à l'écart des grands axes puisque située sur la départementale 226 qui relie Bollezeele à Watten.

#### Pyramide des âges
La population de la commune est relativement jeune.
En 2018, le taux de personnes d'un âge inférieur à 30 ans s'élève à 31,1 %, soit en dessous de la moyenne départementale (39,5 %). À l'inverse, le taux de personnes d'âge supérieur à 60 ans est de 26,9 % la même année, alors qu'il est de 22,5 % au niveau départemental.
En 2018, la commune comptait 303 hommes pour 296 femmes, soit un taux de 50,58 % d'hommes, largement supérieur au taux départemental (48,23 %).
Les pyramides des âges de la commune et du département s'établissent comme suit.
| Hommes | Classe d’âge | Femmes |
| ------ | ------------ | ------ |
| 0,0    | 90 ou +      | 1,0    |
| 6,2    | 75-89 ans    | 9,7    |
| 18,2   | 60-74 ans    | 18,7   |
| 23,1   | 45-59 ans    | 21,1   |
| 20,8   | 30-44 ans    | 18,7   |
| 13,7   | 15-29 ans    | 11,4   |
| 17,9   | 0-14 ans     | 19,4   |

| Hommes | Classe d’âge | Femmes |
| ------ | ------------ | ------ |
| 0,5    | 90 ou +      | 1,4    |
| 5,3    | 75-89 ans    | 8,1    |
| 14,8   | 60-74 ans    | 16,2   |
| 19,1   | 45-59 ans    | 18,4   |
| 19,5   | 30-44 ans    | 18,7   |
| 20,7   | 15-29 ans    | 19,1   |
| 20,2   | 0-14 ans     | 18     |

## Culture et patrimoine

### Lieux et monuments
Merckeghem ne contient plus d'importants bâtiments anciens présentant un intérêt particulier : l'église dédiée à saint Pierre a été entièrement reconstruite au XIXe siècle sur l'édifice des XVIIe et XVIIIe siècles.
L'abbaye de Ravensberghe a été presque totalement détruite en 1792. Il n'en subsiste que deux pilastres de la grande porte sur la route de Bollezeele et une imposante grange (en mauvais état) datant de 1661.

#### Chapelles rurales.
- Au bas du Ravensberg, se dresse un très ancien oratoire en brique désigné sous le nom de chapelle Notre-Dame-des-Crampes (Koorse capelle) où la Vierge est vénérée sur le site de la ville engloutie. Avant sa restauration, on voyait de nombreux linges liés à la grille : la tradition voulait que le malade soit guéri lorsque le chiffon avait quitté le devant de la chapelle pour tomber à terre.

(Dimensions : 230x150x200, sur l'Aerde Straete. Mention sur une plaque : « Onze lieve Vrouwer van Krampen »)
- Notre Dame de la Consolation : elle était fréquentée et visitée par les femmes qui désiraient obtenir une heureuse délivrance.
- Près du Pont l'Abbesse, une chapelle permettait de prier saint Benoit pour éloigner les mauvais sorts.

#### Motte féodale.
(Eeckhout Veld, Haut Moyen Âge) 
Cette motte est en fait un groupe de trois mottes juxtaposées, édifiées dans la bordure marécageuse des wateringues de la plaine maritime. La plus grosse motte (flanquée de deux petites, au sud et à l'est) est à peu près circulaire avec un diamètre moyen de 100 mètres. La motte sud, sondée en 1864, fit apparaître à 60 cm de profondeur des débris de carreaux rouges, puis plus bas des ossements humains, des clous et des tessons de vase d'argile Ces mottes portaient vraisemblablement au Moyen-Âge le château d'Eeckhout, que des cartes du XVIIe siècle situent à cet endroit.
Ces mottes, aujourd'hui situées sur une pâture privée, ont été classées par les monuments historiques en 1982.
Si ce dispositif de trois mottes accolées est unique en Flandre française, il existe à Werken, près de Dixmude en Flandre belge, un ensemble de mottes comparable : les fouilles y ont prouvé qu'il s'agissait d'une terre refuge pour le bétail, édifiée avant le Xe siècle.

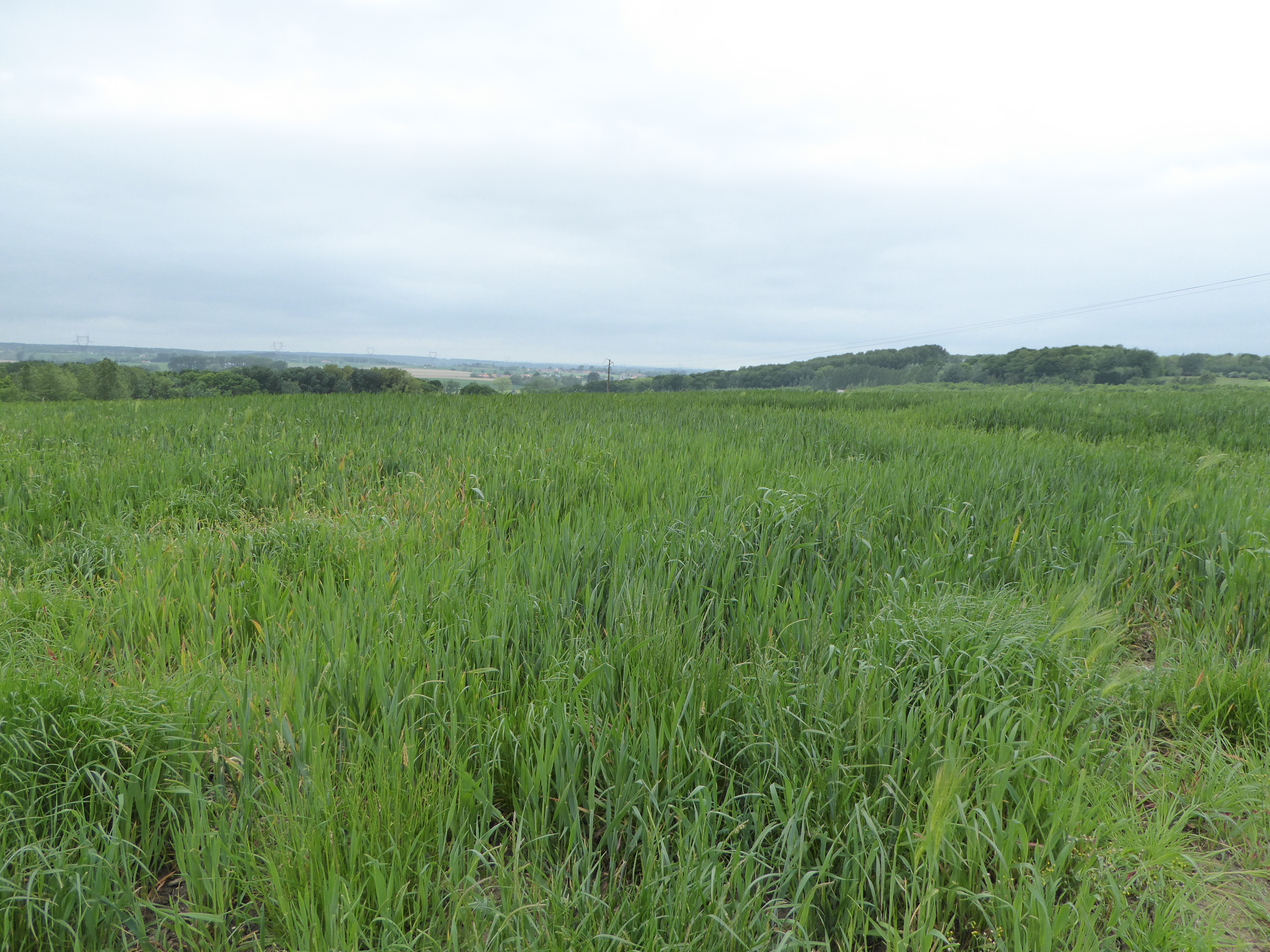
Merckeghem, les collines qui limitent les 2 Flandres

#### Circuits pédestres.
Merckeghem a la chance d'être placé dans un site exceptionnel.
Du haut des collines qui limitent les 2 flandres, on bénéficie d'un point de vue unique sur cette région, notamment à l'emplacement de l'ancien moulin. Sur les pentes de ces mêmes collines croissent encore quelques bois fort agréables mais tous privés (Merckeghem compte aujourd'hui une centaine d'hectares de bois regroupés essentiellement sur les collines, mais quelques minuscules bosquets parsèment également la plaine au Nord du village). 
Loin des grandes routes, Merckeghem demeure un village paisible, connu surtout des cyclistes qui apprécient ses coteaux escarpés.
Il existe diverses randonnées possibles :
- Le « Circuit de l'Eeckout Veld » de 7,1 km[38] et sa variante de 4 km[39].
- Le circuit « Autour de Sainte Mildrede » de 8,7 km qui part de la commune de Volckerinckhove[40].

## Pour approfondir